# Balciu, Iași
Balciu este un sat în comuna Miroslava din județul Iași, Moldova, România.